# Rääski
Rääski – wieś w Estonii, w prowincji Rapla, w gminie Vigala.